# Vasil Mjavanadze
Vasil Pavlovici Mjavanadze (alternativ Vasili; în georgiană ვასილ მჟავანაძე, în rusă Васи́лий Па́влович Мжавана́дзе; n. 20 septembrie 1902, Kutaisi, Imperiul Rus – d. 31 august 1988, Moscova, RSFS Rusă, URSS) a fost prim-secretar al Partidului Comunist din RSS Georgiană din august 1953 până în 28 septembrie 1972 și membru al Biroului Politic al Partidului Comunist al Uniunii Sovietice din 29 iunie 1957 până în 18 decembrie 1972. Demis după un scandal de corupție, el a fost înlocuit cu Eduard Șevardnadze.

## Biografie
Mjavanadze a servit în Armata Roșie pe post de comisar politic în timpul celui de-al Doilea Război Mondial. După război, el a devenit comandant adjunct pentru afaceri politice al districtului militar Kiev al RSS Ucrainene, în subordinea conducătorului Partidului Comunist Ucrainean (și, mai târziu, al Partidului Comunist al Uniunii Sovietice) Nikita Hrușciov.
Georgia era guvernată în acel moment de susținătorii lui Lavrenti Beria, care a fost prim-secretar al Partidului Comunist Georgian din anul 1931 până în 1938. În iulie 1953, după moartea liderului sovietic Iosif Stalin și arestarea lui Beria, conducerea georgiană a Partidului Comunist a fost curățată de către Hrușciov susținătorii lui. Mjavanadze a fost promovat pentru a conduce Partidul Comunist din RSS Georgiană, înlocuindu-l pe protejatul lui Beria, Aleksandre Mirtskhulava, ca prim-secretar în septembrie 1953. Într-o apariție fără precedent a comandanților militari pe scena politică, Mjavanadze a fost flancat în cadrul Comitetului Central al Partidului Comunist Georgian de generalii Alexi Inauri și Aleksei Antonov. Atunci când Hrușciov a câștigat lupta pentru putere în 1957, Mjavanadze a fost numit membru (fără drept de vot) al Biroului Politic al Partidului Comunist al Uniunii Sovietice. El a devenit un membru cu drepturi depline în 1966.
Georgia a prosperat în timpul conducerii lui Mjavanadze, în ciuda corupției instituționalizate existente în țară. Mjavanadze însuși a devenit un simbol al guvernării corupte și ineficiente. El a fost acuzat că a repartizat posturi înalte contra cost, a deturnat fondurile statului în interesul lui și a funcționare fabrici ilegale pentru propria îmbogățire; 
La mijlocul anului 1972, Mjavanadze a fost acuzat public de corupție și a fost denunțat de către mass media controlată de stat. El a demisionat din funcția de prim-secretar al Partidului Comunist Georgian pe 28 septembrie 1972 și a fost înlocuit de ambițiosul său ministru de interne, Eduard Șevardnadze. S-a speculat mult că Șevardnadze a avut un rol important în căderea politică a șefului său; el era cu siguranță un potențial candidat pentru a-l înlocui pe Mjavanadze. Pe 18 decembrie, Mjavanadze a fost demis din poziția de membru al Biroului Politic al PCUS și s-a retras în Georgia în dizgrație. A murit la Moscova în 1988. A fost înmormântat cu onoruri naționale la Tbilisi.